# 로마린다 대학교
로마린다 대학교(Loma Linda University)는 미국 캘리포니아주 로마린다에 위치한 사립 기독교 대학교이며 제칠일안식일예수재림교회에서 설립·운영하고 있다. 주로 의대, 치대, 약대, 간호대 등의 보건의료계열 단과대학들이 있으며 학부생에 비해 대학원생이 3:1 정도의 비율로 더 많다. 8개의 단과대학에서 120가지 이상의 프로그램들을 통해 A.S., B.S., Ph.D., M.D., D.D.S., Pharm.D. 등의 다양한 학위들과 자격증들을 수여한다.
2014년 140만명 이상의 미국 대학 졸업생들을 상대로 이루어진 설문조사에서 '당신의 직업이 세상을 더 나은 곳으로 만들고 있는가'라는 질문에 91% 이상의 로마린다 졸업생들이 '그렇다'고 답해 이 부문에서 1위를 차지했다.

## 역사
현재 로마린다 대학교가 위치한 장소에는 원래 마운드시티 호텔(Mound City Hotel)이라는 고급 호텔이 있었으나 1890년 불황으로 도산했다. 1890년대 후반, $155,000에 호텔을 사들인 투자자들이 로마린다 호텔(Loma Linda Hotel)로 개명하여 건강리조트로 재개관하려 했으나 1904년 호텔이 문을 닫으며 무산되었다. 이를 계기로 로마린다(스페인어로 '아름다운 동산')라는 명칭이 처음 쓰이게 되었다.
재림교회의 창시자 중 하나인 엘런 화이트는 당시 캘리포니아 남부에 환자를 돌보며 의료인을 양성하는 기관을 설립하고자 하는 의지가 있었다. 재림교회의 행정업무를 맡고 있던 존 버든(John Burden) 목사는 화이트의 청에 따라 캘리포니아 남부에서 적절한 부지를 물색했고, 마침 매물로 나와있던 로마린다 호텔 건물과 그 주변 부지(약 93,000평)를 발견했다. 처음에는 호가가 $110,000으로 상당히 높아 당시 재정상황이 좋지 않던 재림교회로서는 감당할 수 없는 액수였으나, 매입자가 나타나지 않자 가격은 계속 하락했고, 결국 $40,000까지 떨어졌다. 이마저도 재림교회로서는 부담스러운 액수였으나, 화이트의 강력한 권고로 인해 결국 1905년 5월 29일, 재림교회에서 $38,900(2017년 기준 약 $1,030,000)에 건물과 부지를 인수했다.
1905년 8월 26일에 로마린다 요양원(Loma Linda Sanitarium)과 간호대가 설립되었고, 1906년 9월 20일에는 College of Evangelists가 개교하였다. 1909년 12월 13일에는 College of Medical Evangelists로 개명되었고, 이 교명은 1961년에 현 교명인 Loma Linda University로 개명될때까지 유지되었다.
1905년 12월 간호대에 첫 학생들이 입학하였고, 1907년 7월 10일에 이들이 졸업하여 로마린다 대학교의 첫 졸업식이 있었다. 이후 로마린다 대학교는 성장을 거듭하여 1909년에 의대, 1953년에 치대, 1963년에 보건대를 설립하였고, 2002년에는 약대까지 설립하며 보건, 의료 분야에서 전세계적으로 크게 이바지하는 교육기관으로 자리잡았다.

## 로마린다 대학병원

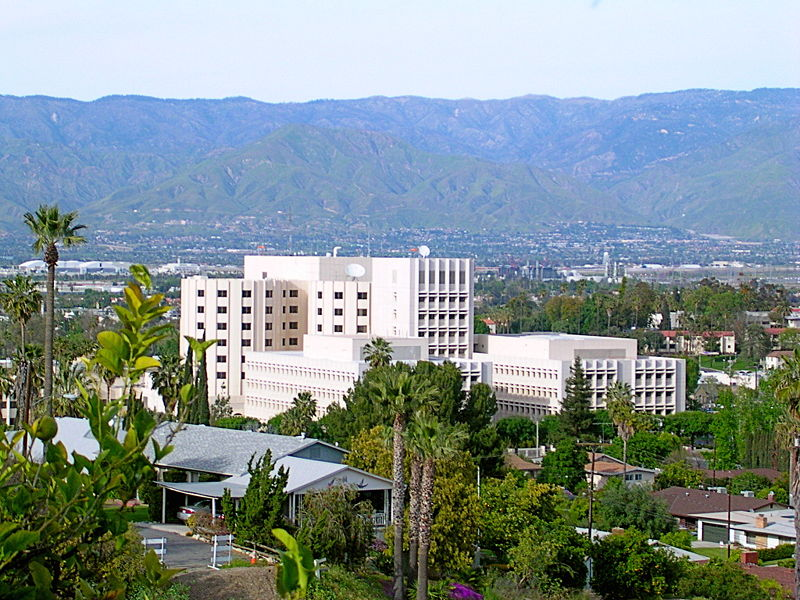
로마린다 대학병원

1913년 12월 1일에 로마린다 병원(Loma Linda Hospital)이 설립되었고, 1929년 2차 병동이 설립되었다. 현재 로마린다 대학병원(Loma Linda University Medical Center)으로 사용되고 있는 11층 건물은 1966년에 요양원 건물을 철거하고 재건축한 것이다. 1993년에는 어린이병원이 설립되었다.
로마린다 대학병원은 인랜드 엠파이어 지역과 인요 카운티, 모노 카운티의 유일한 레벨 I 트라우마센터로 지정되어 있으며, 현재 14억 달러(약 1조 5천억원)를 투입해 16층 규모에 면진설계가 되어있는 최첨단 병동을 신축하고 있다(2020년 완공 예정).

## 로마린다 대학교회

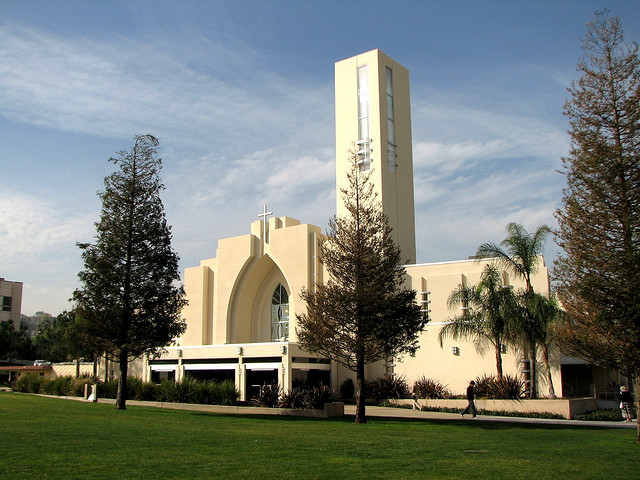
로마린다 대학교회

로마린다 대학교회는 6,000명이 넘는 교인들이 출석하고 있어 전세계에서 가장 규모가 큰 재림교회 중 하나이다. 기독교 대학이니만큼 학생들은 학기중 매주 수요일 오전에 있는 채플을 필수적으로 참석해야 한다.